# William Gama
William Gama Emmanuel Kundu (ur. 14 grudnia 2002 w Yei) – południowosudański piłkarz grający na pozycji pomocnika w klubie Al-Malakia FC.

## Kariera klubowa

### Al-Malakia FC
Gama przeszedł pierwszy raz do Al-Malakia FC 1 lipca 2021. Grał tam przez dwa sezony. Wrócił do nich w sezonie 2023. W sezonie 2024 zdobyli wicemistrzostwo Sudanu Południowego oraz zajęli drugie miejsce w okręgu „Dżuba” Pucharu Sudanu Południowego.

### Onduparaka FC
Gama przeniósł się do Onduparaka FC 1 stycznia 2023. W sezonie 2022/2023 spadli z Ugandyjskiej Super League zajmując w niej ostatnie miejsce.

## Kariera reprezentacyjna

### Sudan Południowy
Gama zadebiutował w reprezentacji Sudanu Południowego 6 października 2021 w meczu towarzyskim z Sierra Leone (1:1). Pierwszą bramkę zdobył 23 marca 2022 w wygranym 2:4 spotkaniu kwalifikacji do Pucharu Narodów Afryki 2023 przeciwko Dżibuti.
| Mecze i gole w reprezentacji | Mecze i gole w reprezentacji | Mecze i gole w reprezentacji | Mecze i gole w reprezentacji | Mecze i gole w reprezentacji      | Mecze i gole w reprezentacji | Mecze i gole w reprezentacji | Mecze i gole w reprezentacji              |
| Sudan Południowy             | Sudan Południowy             | Sudan Południowy             | Sudan Południowy             | Sudan Południowy                  | Sudan Południowy             | Sudan Południowy             | Sudan Południowy                          |
| Lp.                          | Data                         | Miejsce                      | Gospodarz                    | Gość                              | Wynik                        | Gol                          | Rozgrywki                                 |
| ---------------------------- | ---------------------------- | ---------------------------- | ---------------------------- | --------------------------------- | ---------------------------- | ---------------------------- | ----------------------------------------- |
| 1.                           | 06.10.2021                   | Al-Dżadida                   | Sierra Leone                 | Sudan Południowy                  | 1:1                          |                              | Mecz towarzyski                           |
| 2.                           | 12.10.2021                   | Al-Dżadida                   | Gambia                       | Sudan Południowy                  | 2:1                          |                              | Mecz towarzyski                           |
| 3.                           | 27.01.2022                   | Dubaj                        | Uzbekistan                   | Sudan Południowy                  | 3:0                          |                              | Mecz towarzyski                           |
| 4.                           | 31.01.2022                   | Dubaj                        | Jordania                     | Sudan Południowy                  | 2:1                          |                              | Mecz towarzyski                           |
| 5.                           | 23.03.2022                   | Aleksandria                  | Dżibuti                      | Sudan Południowy                  | 2:4                          | Gol                          | Puchar Narodów Afryki 2023 – kwalifikacje |
| 6.                           | 27.03.2022                   | Entebbe                      | Sudan Południowy             | Dżibuti                           | 1:0                          |                              | Puchar Narodów Afryki 2023 – kwalifikacje |
| 7.                           | 29.05.2022                   | Al-Muhammadijja              | Sudan Południowy             | Sudan                             | 0:0                          |                              | Mecz towarzyski                           |
| 8.                           | 04.06.2022                   | Thiès                        | Gambia                       | Sudan Południowy                  | 1:0                          |                              | Puchar Narodów Afryki 2023 – kwalifikacje |
| 9.                           | 21.11.2023                   | Diamniadio                   | Sudan Południowy             | Mauretania                        | 0:0                          |                              | Mistrzostwa Świata 2026 – eliminacje      |
| 10.                          | 26.03.2024                   | Barkan                       | Sudan Południowy             | Wyspy Świętego Tomasza i Książęca | 0:0                          |                              | Puchar Narodów Afryki 2025 – kwalifikacje |
| 11.                          | 10.09.2024                   | Dżuba                        | Sudan Południowy             | Południowa Afryka                 | 2:3                          |                              | Puchar Narodów Afryki 2025 – kwalifikacje |